# Centaurwereld
Centaurwereld is een 2D-geanimeerde Netflix Original-serie.

## Plot
Deze serie volgt het verhaal van een oorlogspaard die van haar rijder gescheiden wordt tijdens een oorlog en terechtkomt in een vreemde wereld met zingende centaurs in alle soorten en maten.

## Afleveringen
| Seizoen | Afleveringen | Eerste uitzenddatum |
| ------- | ------------ | ------------------- |
| 1       | 10           | 30 juli 2021        |
| 2       | 8            | 7 december 2021     |

## Stemverdeling
| Personage | Originele stem                              | Nederlandse stem    | Opmerkingen |
| --------- | ------------------------------------------- | ------------------- | --- |
| Paard     | Kimiko Glenn                                | Desi van Doeveren   | Een dapper oorlogspaard die van de aarde geteleporteerd is naar een magische dimensie met de naam Centaurwereld.                                                            |
| Wammawink | Megan Hilty (volwassen) Sophia Lewis (baby) | Lottie Hellingman   | Het alpaca-achtige moederfiguur van de kudde. |
| Zulius    | Parvesh Cheena                              | Timo Bakker         | Een flamboyante zebra-achtige centaur die zijn manen magische vormen kan geven.                                                                                             |
| Durpleton | Josh Radnor                                 | Joey Schalker       | Een naïeve giraf-achtige centaur, van de hele kudde is hij het vriendelijkste personage.                                                                                    |
| Glendale  | Megan Nicole Dong                           | Priscilla Knetemann | Een kleptomanische gerenoek-achtige centaur die oneindig veel objecten in haar buik kan opslaan.                                                                            |
| Ched      | Chris Diamantopoulos                        | Dennis Willekens    | Een cynische en koppige vink-achtige centaur, hij heeft een hekel aan paarden.                                                                                              |
| Rijder    | Jessie Mueller                              | Sarah Nauta         | Een menselijke krijgster en de beste vriendin van Paard. Haar doel is om een magisch artifact naar haar generaal te brengen om de wereld te redden van een kudde minotaurs. |
| Waterbaby | Renée Elise Goldsberry                      | Birgit Schuurman    | Een nijlpaard-achtige sjamanka van Centaurwereld, ze is de mentor van Wammawink.                                                                                            |
| Beertaur  | David Johansen                              | Leo Richardson      | Een beer-achtige centaur die leeft in een grot en diorama's en figuurtjes verzamelt en creëert van oorlogen uit het verleden.                                               |